# Microphthalmie-assoziierter Transkriptionsfaktor
MITF (Mikrophthalmie-assoziierter Transkriptionsfaktor) ist ein Protein in Wirbeltieren, das vom MITF-Gen kodiert wird. Es ist der mit Tyrosinase und TRP-1 assoziierte Transkriptionsfaktor. MITF bindet an die DNA-Sequenzen 5'-CACGTG-3' oder 5'-CATGTG-3', der sogenannten E-Box. Beim Menschen sind zehn paraloge Isoformen von MITF bekannt, die in verschiedenen Gewebetypen lokalisiert sind. MITF spielt eine entscheidende Rolle bei der Differenzierung mehrerer Gewebe.   Mutationen des MITF-Gens können zu verschiedenen Formen des Leuzismus und der Scheckung führen. Außerdem treten Fehlbildungen der Augen auf. Beim Menschen können Mutationen am MITF-Gen das Tietz-Syndrom oder das Waardenburg-Syndrom verursachen.
Darüber hinaus ist das MITF-Gen im metastasierten Melanom in 10–16 % aller Fälle aktiviert. Die genaue Rolle von MITF in der Melanomentstehung und Progression ist aber noch ungeklärt.